# Therese Brunsvik

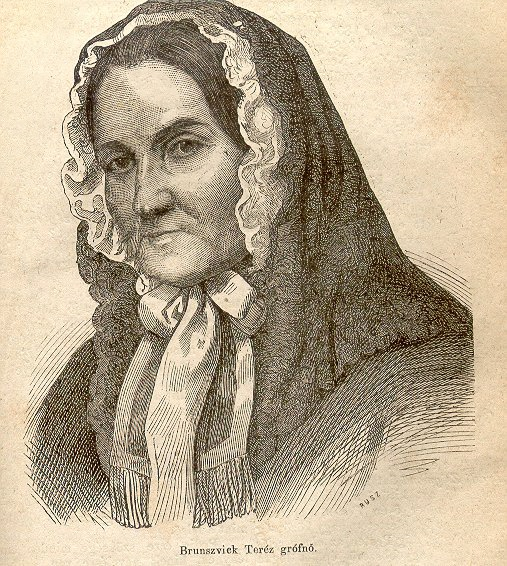
Therese Brunszvik (1775-1861)

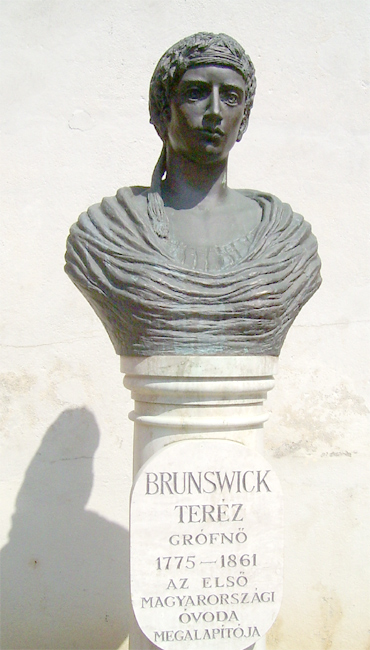
Um busto de Therese Brunsvik

Condessa Therese [von] Brunsvik (em húngaro Teréz Brunszvik, às vezes referida em inglês como Therese Countess von Brunsvik ou Brunswick) (Pozsony, 27 de julho de 1775 - Pest, 23 de setembro de 1861) foi um membro da nobreza húngara, pedagoga e seguidora do suíço Pestalozzi. Seu pai era o conde húngaro Antal Brunszvik e sua mãe era a baronesa Anna Seeberg; seus irmãos eram Franz, Josephine e Charlotte. 
Nascida em Pozsony, Reino da Hungria, Therese Brunsvik foi a fundadora de escolas maternais na Hungria em 1º de julho de 1828, após o exemplo de Robert Owen estabelecido em New Lanark, Escócia, em 1816. Logo a instituição pré-escolar se tornou famosa em toda a Hungria e, em 1837, Friedrich Fröbel fundou o primeiro "jardim de infância" na Alemanha. 
Um dos estudos de Ludwig van Beethoven homenageou Therese, com a Sonata para piano n.º 24 (em F ♯ maior, Opus 78), e alguns escritores especularam que seria ela, e não sua irmã Josephine, que é geralmente aceita como o destinatária da carta de Beethoven à "Amada Imortal". Suas memórias foram publicadas pela primeira vez por La Mara, que subscreveu essa teoria, e seus diários e notas (até 1813) por Marianne Czeke, ambos alegando revelar muito sobre as relações entre Beethoven e a família Brunsvik, em particular sua irmã Josephine. 